# Marco Sassone
Marco Sassone (Campi Bisenzio, 27 luglio 1942) è un pittore italiano.

## Biografia
Nato a Campi Bisenzio, si trasferisce nel 1954 a Firenze, dove ha inizio il suo interesse per la pittura. Studia disegno architettonico all'Istituto Galileo Galilei ed inizia a vendere le sue prime opere, acquerelli e disegni ai turisti.
Sassone studia col pittore Silvio Loffredo, un allievo del maestro austriaco Oskar Kokoschka; I due artisti sono di vitale importanza per la sua crescita artistica.
Nel 1966, a seguito dell'alluvione di Firenze, Sassone si trasferisce negli Stati Uniti e si stabilisce in California. Espone ogni anno al Festival of the Arts di Laguna Beach.
Marco Sassone si sposa nel 1972 con Diane Nelson a Firenze e ha un figlio, Nicola. Divorziano nel 1983.
All'inizio degli anni ottanta Sassone trasferisce il suo studio a San Francisco, dove incontra i senzatetto. Per alcuni anni ritrae i clochard e osserva la loro vita sulle strade. Queste opere formano la mostra itinerante “Home on the Streets”, inaugurata al Museo ItaloAmericano di San Francisco nel 1994 e poi allestita a Los Angeles e Firenze.
Nel 1982 Marco Sassone è insignito del titolo di Cavaliere Ufficiale dell'Ordine al Merito della Repubblica Italiana dal Presidente Sandro Pertini e riceve la Medaglia d'Oro dall'Accademia Italiana delle Arti, della Letteratura e della Scienza, 1978.
Nel 2005 Marco Sassone si trasferisce a Toronto, Canada.
Sassone si risposa nel 2006 con la scrittrice russa Emilia Ianeva a Toronto.

## Opera
Un incontro con un senzatetto, avvenuto per le strade di Campi Bisenzio quando era ancora bambino, ispira per la prima volta il suo interesse per le persone emarginate. La drammatica alluvione di Firenze del 1966, vissuta personalmente dall'allora giovane artista, lascia un segno indelebile nelle sue opere durante una carriera di oltre quaranta anni.

## Impegno sociale
Il 23 novembre del 1980 un terremoto catastrofico colpisce l'Irpinia, lasciando 500000 famiglie senza casa. Marco Sassone organizza immediatamente un'asta benefica con la Sotheby Park Bernet, dal titolo "Sassone Earthquake Benefit"  per raccogliere fondi a favore delle vittime del terremoto rimaste senza casa. L'artista dona 18 opere che fruttano 17000 dollari. Questo denaro contribuisce a ricostruire una fattoria a gestione familiare a Valva.
Negli anni successivi, Sassone organizza altre aste benefiche delle sue opere, donando il ricavato ad associazioni come la InterAid. Nel 1984 una sua opera è aggiudicata per 28000 dollari e il ricavato donato per fornire cure mediche e cibo ai bambini poveri.

## Home on the Streets
L'incontro di Sassone con Willie, un senzatetto di San Francisco, conduce l'artista ad una ricerca personale che Sassone sviluppa vivendo e lavorando con i senzatetto della città, ritraendoli e parlando con loro. Le opere di questo periodo vengono poi raccolte nella mostra "Home on the Streets", nella quale fanno parte un gran numero di tele di grande formato e ritratti a pastello e carboncino. La mostra aiuta a pubblicizzare diverse organizzazioni statunitensi che operano per i senzatetto e raccoglie fondi per le loro attività.
L'artista dona alcune sue opere per assistere diverse associazioni benefiche come InterAid e la Another Planet.

## La critica
"Non si tratta di una pittura indulgente all' emotivita". Tuttavia, le opere dell'artista fiorentino sono pervase da intense suggestioni perché riferite ad una vita intera pregna di immaginazioni e fantasie, nelle quali intelletto e sentimenti convivono in simbiosi."
"Ti ritroverai immerso in un'atmosfera di tinte applicate con tanto spirito pittorico e generosità cromatica che sarai sorpreso di cogliere te stesso nel desideroso di mangiare il colore con un cucchiaio."
"Il consistente nucleo di opere ordinate per l'occasione offre un'esauriente ricognizione analitica sul lavoro di questo pittore da sempre attratto da alcuni temi specifici: l'inquietudine interiore di uomini che s'indovianano come schiacciati dal male di vivere; l'osservazione umorale e al tempo stesso elegiaca, della costiera amalfitana e della laguna di Venezia, entrambe ritratte da Sassone con la stessa febbrile ansietà che emerge nella cruda verità dei suoi ritratti."
"L'uomo dagli occhi blu ti fissa. Le pupille sono spalancate su un mondo interiore che ti invita ad entrare, senza bussare. La pennellata è impietosa. Con l'uomo e con il pittore, Marco Sassone, risucchiato dal mondo dei senzatetto da quando era bambino, a Campi Bisenzio."

## Mostre
- 1977 National Academy of Design, New York[19]
- 1979 Laguna Art Museum, Laguna Beach, California[20]
- 1988 Los Angeles Municipal Art Gallery, Los Angeles[19]
- 1997 Chiostri di Santa Croce, Firenze[20]
- 2001 Museo Italo-Americano, San Francisco[20]
- 2003 Chiostro di Sant' Agostino, Pietrasanta[20]